# Paris à l'eau-forte
Paris à l'eau-forte. Actualité, curiosité, fantaisie est une revue d'art hebdomadaire française créée par Richard Lesclide et Frédéric Régamey en mars 1873 et disparue fin décembre 1876.
Elle créa une maison d'édition, la Librairie de l'eau-forte.

## Histoire
Originaire de Bordeaux, journaliste érudit et curieux de tout, Richard Lesclide fonde La Semaine théâtrale en 1851 et devient par la suite l'administrateur de La Renaissance littéraire et artistique dirigée par Émile Blémont. C'est d'abord en s'appuyant sur ce journal situé au 103 rue Montmartre que Lesclide lance son propre hebdomadaire artistique, d'un genre nouveau, intitulé Paris à l'eau-forte : l'abonné se voit proposer de recevoir en plus du fascicule un minimum de 5 eaux-fortes intercalées dans le texte, numérotées et signées, tirées sur chine à 100 exemplaires chacune chez l'imprimeur Auguste Delâtre et l'éditeur Alfred Cadart qui avaient créé en 1862 la Société des aquafortistes, puis en 1868, L'Illustration nouvelle et enfin L'Eau forte en... (1874-1881). 
Paraissant tous les samedis, le format est de 16 pages in-octavo jésus (270 x 185 mm) pour un tirage hors estampe fixé à 1 000 exemplaires. Le prix de lancement au numéro est de 75 centimes et celui de l'abonnement annuel de 25 francs (lequel grimpa rapidement à 40 fr). Les cahiers de la revue sont imprimés chez A. Cochet à Meaux. Un tirage spécial avec « épreuves d'artiste » était proposé à 100 francs par an. 
Sur le plan rédactionnel, l'hebdomadaire fait appel aux plumes de Léon Cladel, Jules Claretie, Catulle Mendès, Jean Richepin, ou encore Charles Monselet. Il propose également de nombreuses curiosités littéraires en lien avec Paris. 
La direction artistique est confiée à Frédéric Régamey qui se charge notamment de composer la plupart des illustrations hors-textes (vignettes, etc.). Le choix des eaux-fortes est confié au docteur Paul Gachet et à Henri Guérard.
L'esprit de la revue est tout entier résumé dans le prospectus rédigé sans doute par Lesclide : « Au moment où les journaux illustrés se multiplient et réduisent leurs prix aux dernières limites du bon marché, il nous a paru possible de publier un journal artistique relativement cher et destiné à ne recruter qu'un nombre limité d'adhérents. » Détournant au passage un vers de Racine, l'annonce promet 300 eaux-fortes à l'année. L'expérience va durer près de quatre ans et accumuler 187 numéros. La gérance en fut confiée à Charles de Sivry dont la signature apparaît en fin de chaque livraison à partir de l'hiver 1874.
La revue change très vite de siège, hébergé par Le Petit Journal au 103 rue Montmartre, puis au 61 rue Lafayette, pour finir à partir du printemps 1876 au 2 rue de Châteaudun, à l'enseigne des éditions de la Librairie de l'eau-forte où avaient été publiés, entre autres, Le Fleuve de Charles Cros (1874) et  Le Corbeau de Edgar Poe, traduit par Stéphane Mallarmé (1875), deux ouvrages illustrés par Édouard Manet. La Librairie reprendra en ses publications la diffusion de La République des lettres dirigée par Catulle Mendès et Adelphe Froger.

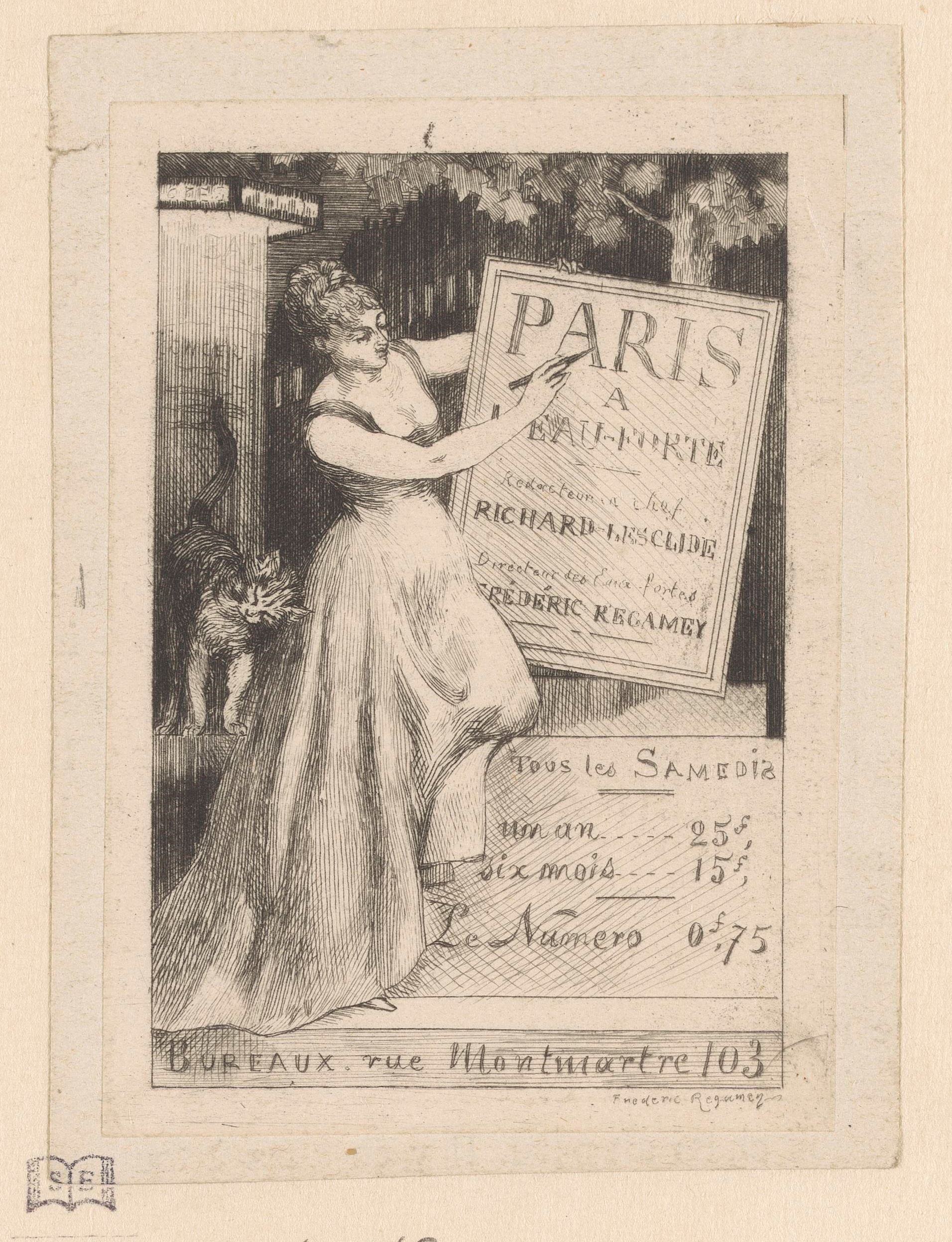
Frédéric Régamey : eau-forte publicitaire pour la revue, projet d'affiche (avril 1873).

## Répercussions
Victor Hugo est l'un des premiers souscripteurs, Lesclide étant déjà son secrétaire particulier : l'écrivain offrit quelques dessins pour qu'ils soient gravés et reproduits, ce qui ne se fit pas.
Ami de Lesclide, le fameux docteur Paul-Ferdinand Gachet exerçant à Auvers-sur-Oise, fut aussi un aquafortiste : publiant dans la revue, il signait ses compositions « Van Ryssel » et poussa Paul Gauguin, entre autres, à s'intéresser à cette technique de gravure.
André Gill y publia un essai dramatique en vers, lui qui avait eu l'idée en juin 1872 d'un périodique intitulé Gill guide dans Paris, recueil en textes et images jamais paru d'impressions et de souvenirs sur la capitale.
Léon Cladel y republia en feuilleton Les Va-nu-pieds, en 1876, une suite de nouvelles illustrées entre autres par F. Régamey.
De son côté Beraldi juge le travail graphique décevant, accordant au trois premiers (1873-1874) des onze volumes un esprit de qualité et de cohérence, mais pas aux suivants, qu'il trouve disparates.

## Artistes publiés dans la revue

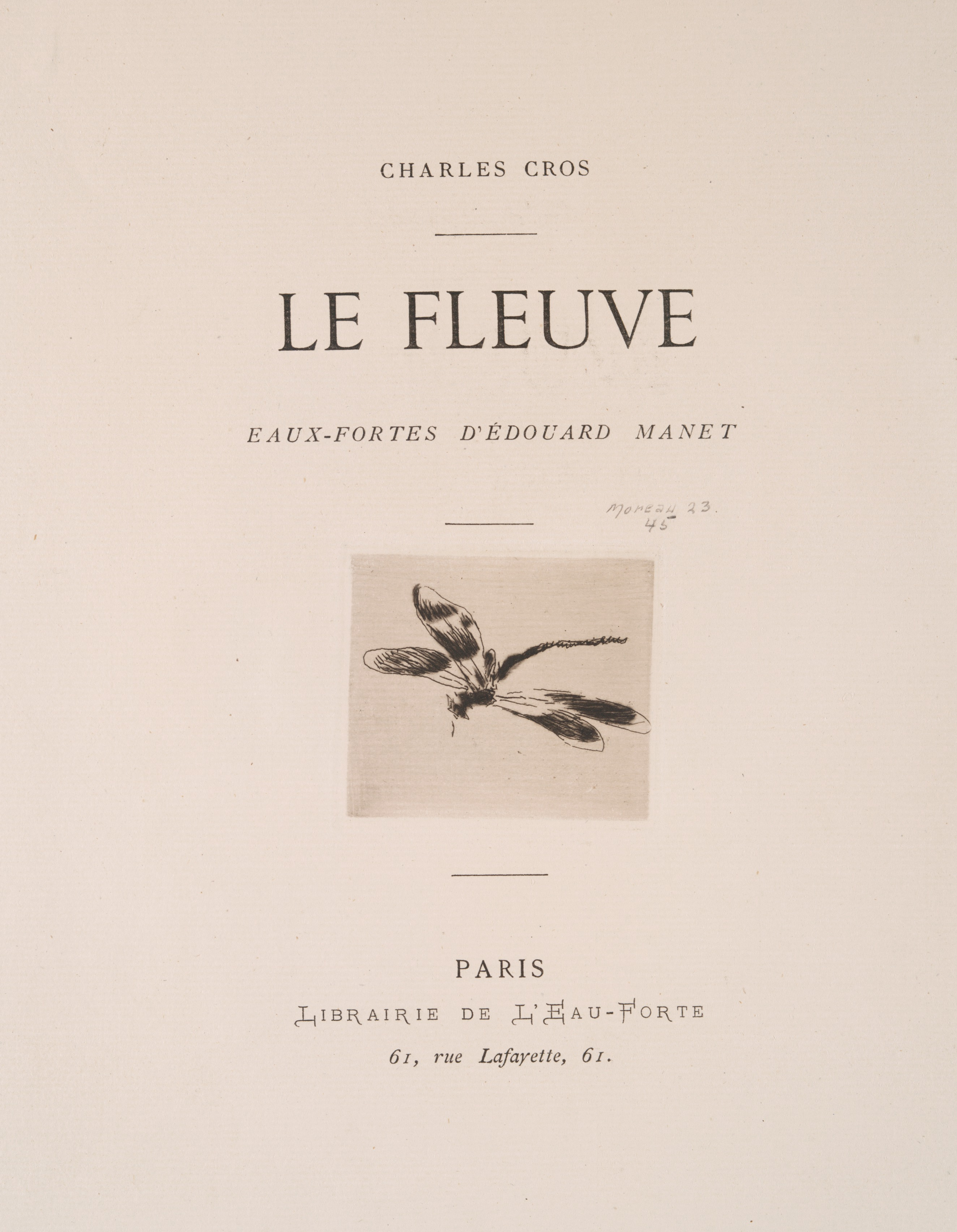
Le Fleuve de Charles Cros (1874) et illustré par Manet, fait partie des plaquettes produites par les éditions de cette revue.

- Louise Abbéma
- Jules Adeline
- J. Amiot
- Charles Aubert[6]
- A. Baudouin
- Charles-Édouard de Beaumont
- Béchade
- Louis Émile Benassit
- Henri Bodard
- Léon Bonnat
- Bouvenne
- Brandt
- Émile Breton
- Félix Buhot
- Cattelain
- Champollion
- Jean-Louis Charbonnel
- Jules-Adolphe Chauvet
- Frédéric Chevalier
- R. Cordier
- Courtois
- Charles Courtry
- Henry Cros
- Étienne Delrieux
- Dufour
- Paul Fournier
- Michel-Charles Fichot
- Jean-Louis Forain
- Fortuny
- Léon Gaucherel
- Géry-Bichard
- André Gill
- Norbert Gœneutte
- Henri Guérard
- Armand Guillaumin
- Albert-Paul Guilmet (1853-1928)
- Jules-Armand Hanriot
- Adolphe Hervier
- Charles Jacque
- Lagrave
- Adolphe Lalauze
- G. Lamour
- A. et Jules Laurens
- Alfred Le Petit
- Hyacinthe-Florentin Lepesqueur
- Paul-Edme Le Rat
- J. Lernain
- Louis Ernest Lesage (Sahib)
- Léon Lhermitte
- Édouard Manet
- Jean Massieu
- Henry Monnier[réf. nécessaire]
- A. M. Monnin
- Paul Nanteuil
- De Neuville
- Gabrielle Niel
- Félix Oudart
- Léon Germain Pelouse
- L. Pierdon
- Berthe Pilet
- A. Protche
- Alfred Prunaire
- Ernest Quost
- Frédéric Régamey
- Louis Pierre Guillaume Régamey
- Félicien Rops
- Henri Alexandre Saffrey
- Saint-Allais
- Henry Somm
- Jean Spleen
- Alfred Taiée
- Eugène Tanguy
- F. Tohub
- Alphonse Trimolet
- Van Ryssel
- Antony Valabrègue
- Daniel Vierge
- H. Vignerot

### Article lié
- Renaissance de l'eau-forte